# Чезета (моторолер)
«Чезета» (чеськ. Čezeta) — серія моторолерів що вироблялись в  Чехословаччині. Випускались в 1957—1964 роках.
Моторолер ČZ 501 було розроблено в 1956 році, з 1957 року почато серійне виробництво на заводі ČZ — Чеському збройовому заводі в Страконіце (Česká zbrojovka Strakonice).

## Загальні відомості
В основу моторолера заводу ČZ було взято розробки конструктора мотоциклів Ярослава Коха (Jaroslav František Koch). Інженер Кох відомий як конструктор довоєнних мотоциклів Praga, проте ще в 1940 році він розробив і запатентував моторолер оригінальної конструкції з несучим кузовом.
Після війни Ярослав Кох продовжував роботу над створенням моторолера. У травні 1956 року в Страконіце було продемонстровано прототип нового моторолера, а в 1957 році завод випустив перші 300 штук серійних моделей Čezeta 501.

## Моделі та модифікації

#### Čezeta 501
Перша модель моторолера Čezeta 501 неодноразово піддавалась модернізації, і у всіх наступних модифікацій до індексу «501» додавалося їх цифрове позначення. Čezeta 501/01 відрізнялася досить недосконалою системою повітряного охолодження, тоді як на інших європейських аналогах вже використовувалася примусова система охолодження.

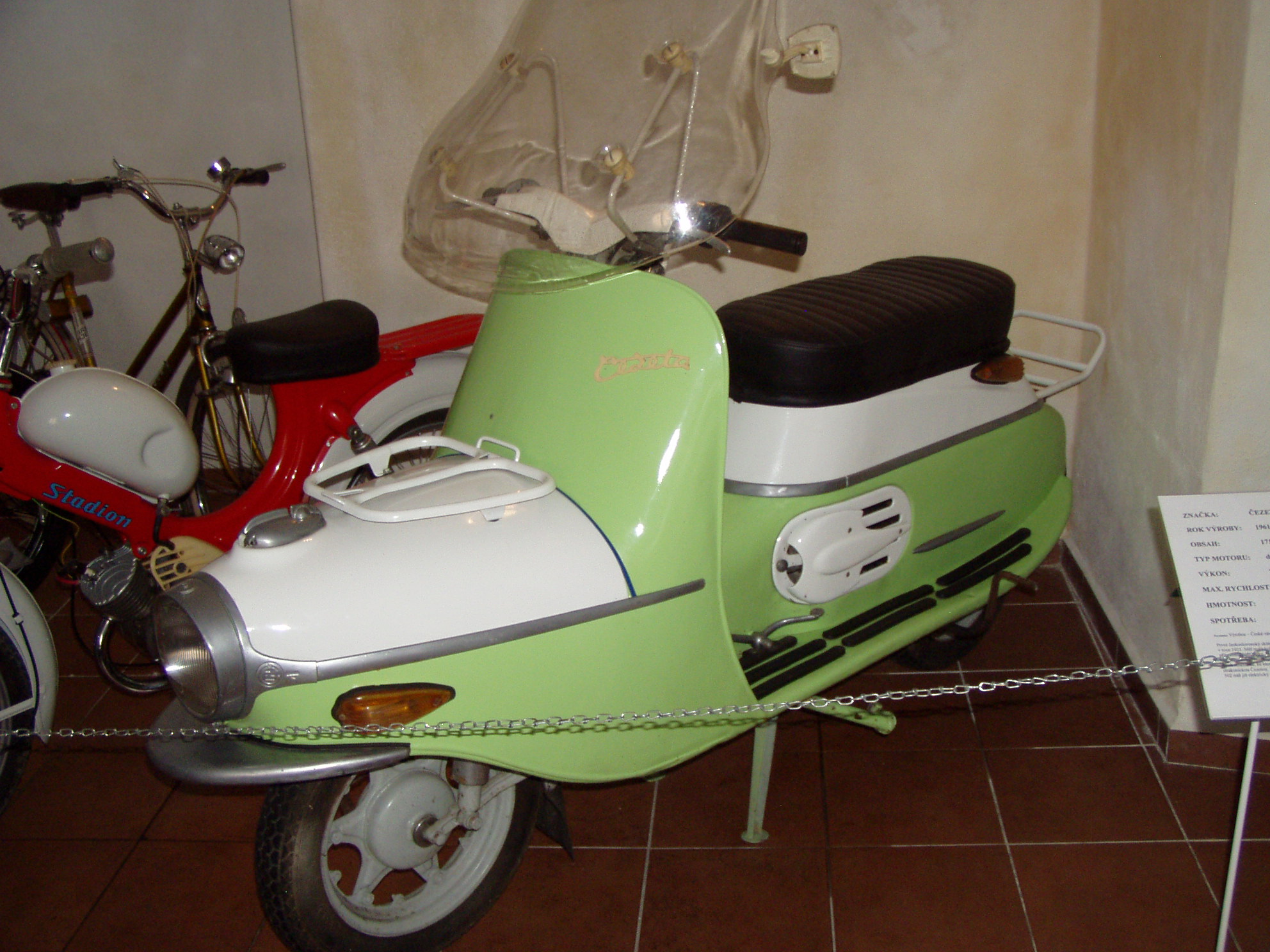
Čezeta 502, модель 1961 року

Двигун третьої моделі Čezeta 501/03 було оснащено вентилятором, а також гідравлічними амортизаторами та надійнішим 12-вольтовим електроустаткуванням.
На моторолер Čezeta 501/05 було встановлювали динамостартер і маятникову підвіску заднього колеса.
У цілому чеський завод ČZ випустив 43 тисячі моторолерів Čezeta 501.

#### Čezeta 502
В 1960 році розпочато випуск моделі Čezeta 502. Моторолер виробляли до 1964 року в різних модифікаціях, що маркувались індексами від 01 до 06.
Потужність двигуна нової моделі було збільшено до 9,5 к.с. (макс. швидкість 90 км/год), покращено систему охолодження, що дозволило уникнути перегріву двигуна на підйомах. Моторолер оснастили сигналами поворотів, ефективнішим глушником зміненої конструкції, звуковий сигнал перенесли з вітрового щитка під кузов. Ці моторолери мали більш стильний зовнішній вигляд завдяки фігурному литому керму з вбудованим в нього овальним спідометром подібно до мотоцикла Jawa.

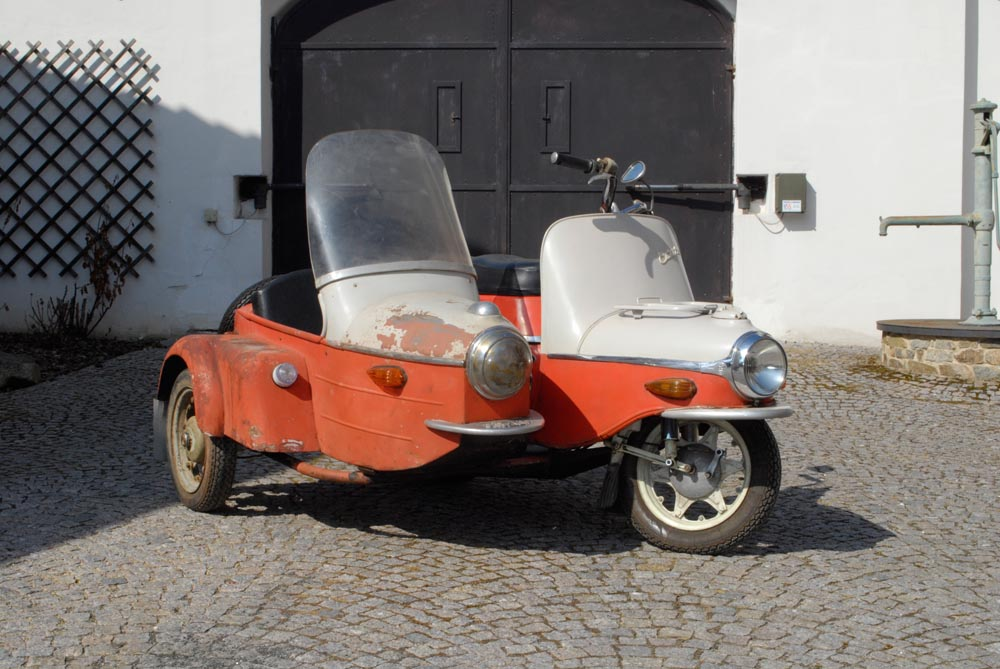
Čezeta 502 з боковим причепом Druzeta

Модель Čezeta 502 вироблялась в по ліцензії Новій Зеландії компанією JNZ Manufacturing Ltd під маркою N-Zeta. Ця модель оснащувалась двигуном об'ємом 200 куб. см. Також випускалась вантажна триколісна версія Čezeta 505 rikša.
У 1960-х роках моторолер Cezeta почали експортуватися в 20 країн світу, в тому числі і в СРСР.
Для моторолерів Čezeta, вироблявся боковий причіп для пасажира Druzeta, та одноколісний задній багажний причіп для туристичних поїздок. Деякі моделі комплектувались плексигласовим вітровим щитком.
Переважна більшість моторолерів Čezeta фарбувались в два кольори, загалом пропонувалися в шести варіантах поєднання кольорів.

#### Сучасна модель
Враховуючи минулу популярність моторолерів Čezeta, в 2013 році новостворена компанія Čezeta Motors s.r.o. почала виробництво електроскутера з літій-іонними акумуляторами Čezeta ČZ 506. Моторолер, зовні дуже схожий на попередні моделі 1960-х років.

## Технічні особливості
Моторолер «Чезета» відрізнявся незвичайним елегантним зовнішнім виглядом. Він мав штампований сталевий безрамний кузов, який був довший за свої аналоги. У витягнутій передній частині з інтегрованою фарою розміщувався паливний бак. Завдяки цьому під водійським сидінням звільнилося достатньо місця для зберігання багажу та інструментів.

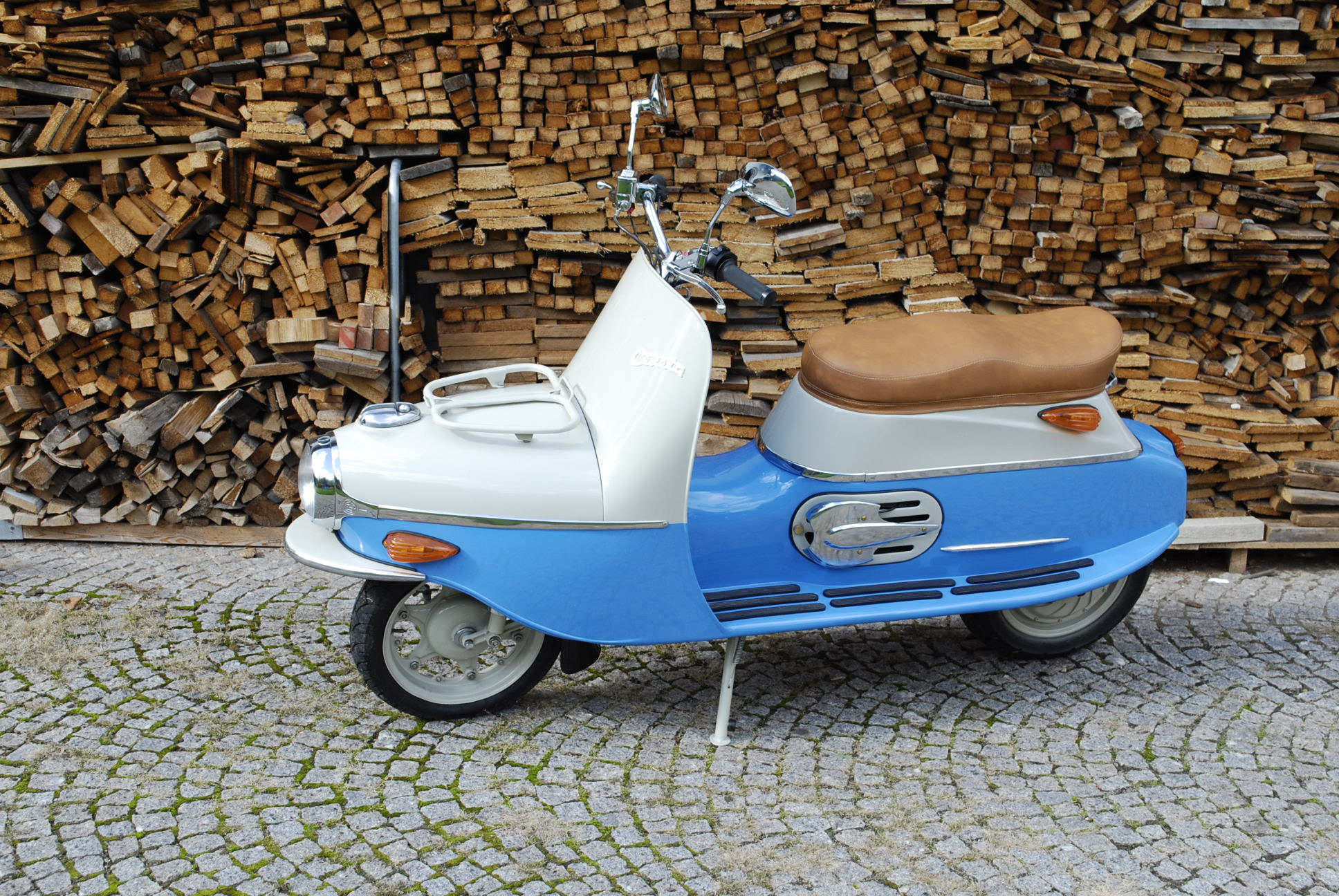
Електроскутер Čezeta ČZ 506 (2013 рік), в зовнішньому вигляді повністю збережено ностальгічні риси моделей 1960-х років

На моторолер Čezeta 501 встановили трубчасте мотоциклетне кермо, оснастили круглим спідометром і досить великими 12-дюймовими колесами, що було не дуже характерно для скутерів.
На моделях з 1958 року над бензобаком встановили багажник, а замок запалювання перенесли на верхню частину щитка ближче до спідометра.
Силовий агрегат моторолера-одноциліндровий двотактний двигун  був аналогічний мотору кросового мотоцикла ČZ-175.
Двигун перших моделей заводились кікстартером, та охолоджувались зустрічним потоком повітря. Згодом їх оснастили електростартером та примусовим охолодженням.
Ланцюговий привод на заднє колесо мав мотоциклетну конструкцію.